# Argir
Argir es una localidad de las Islas Feroe, Dinamarca, que forma parte de la aglomeración urbana de Tórshavn. Tiene 2.033 habitantes en 2012, con lo que es la cuarta mayor localidad de las islas.
Argir ocupa la parte más sureña del área urbana de Tórshavn, limitando con montañas en su parte sur y con el mar en la parte oriental. El río Sandá, que corre de oeste a este, constituye el límite norte de Argir. Este río desemboca en una playa de arena en la costa oriental de Streymoy.
Al encontrarse físicamente unida a la capital, en Argir se encuentra la Agencia del Medio Ambiente de las Islas Feroe y el Ministerio de Finanzas del gobierno local.

## Historia
El nombre de Argir proviene del nórdico antiguo ærgi, que significa "pasto de verano". En algunas zonas cercanas aún persisten algunas granjas.
Argir comenzó a desarrollarse en el siglo XVI, cuando hubo en el lugar un hospital para leprosos, que también sirvió para dar alojamiento a indigentes. Cuando la lepra fue erradicada, el antiguo hospital fue donado como talleres para gente pobre en 1750. Originalmente Argir fue una localidad separada de Tórshavn, pero el crecimiento de ambas localidades terminó por unirlas totalmente. 
Argir fue la capital del municipio del Extrarradio de Tórshavn (Tórshavnar uttanbíggja kommuna), desde la creación de este en 1930 hasta 1978. El municipio, que incluía 5 localidades vecinas de la capital, se fragmentó en 1978: Hoyvík y Hvítanes se integraron al municipio de Tórshavn, y Argir, Norðradalur y Syðradalur formaron el nuevo municipio de Argir. Este se disolvió en 1997, siendo absorbido por el municipio de Tórshavn. Al momento de la fusión, el municipio de Argir contaba con 1.508 habitantes.

## Cultura y deporte

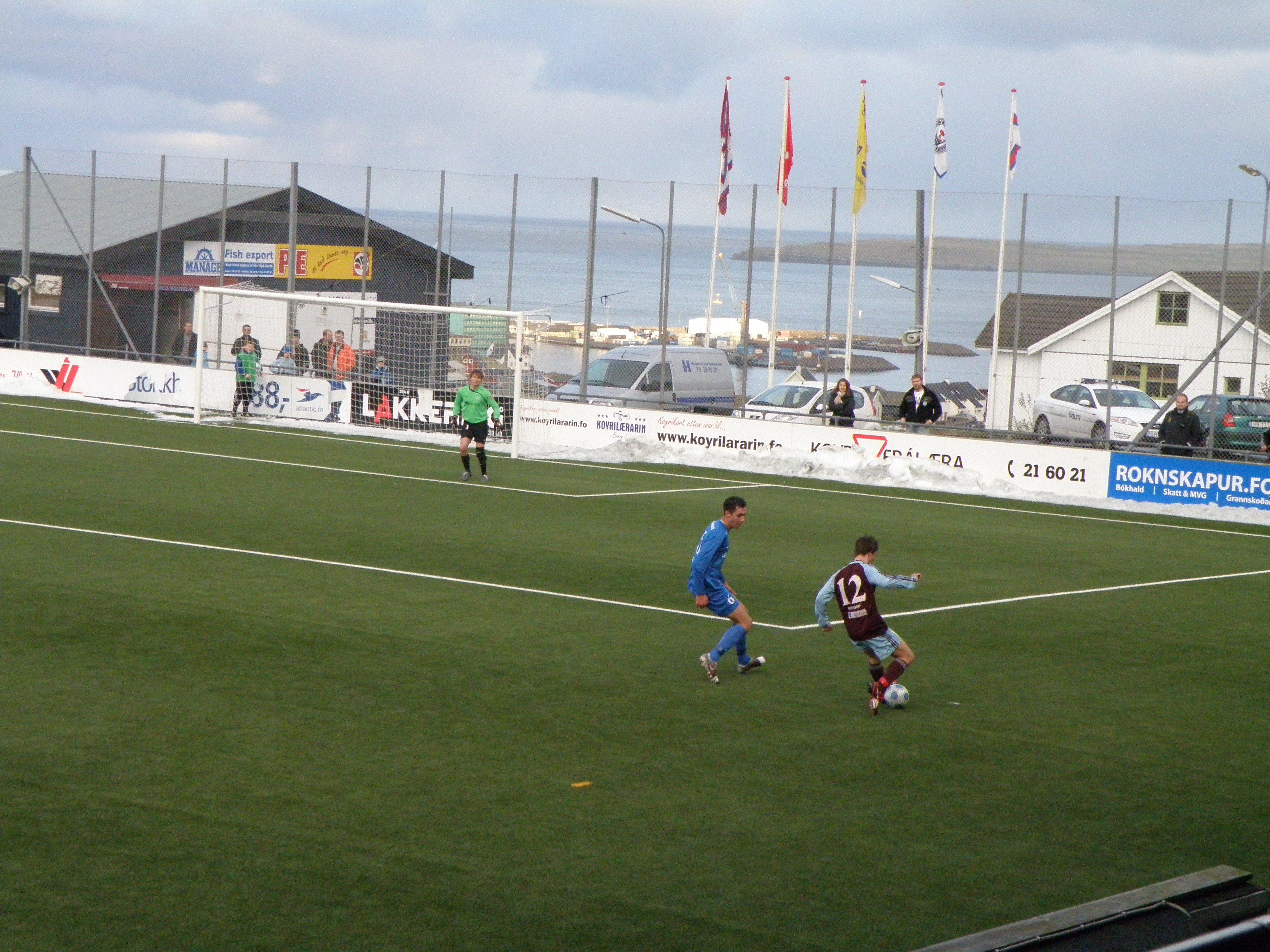
Un partido de fútbol en el estadio de Argir, entre el AB (guinda y azul) y el FC Suðuroy.

En materia educativa, en Argir solamente hay escuela primaria; el resto de la educación se puede cursar en Tórshavn. Argir cuenta con su propio club de fútbol, el AB Argja Bóltfelag, que en la temporada 2012 juega en la segunda división de las Islas Feroe, siendo su estadio el Estadio Argir. Hay un pequeño puerto deportivo, junto al cual se encuentran las instalaciones del club de remo de Argir.
En Argir, junto a la playa, se encuentra el Acuario de las Islas Feroe.
Argir constituye una congregación de la Iglesia de las Islas Feroe. Su templo es una construcción moderna de 1974.